# IDAS
IDAS, een Engels acroniem voor interactief defensie- en aanvalssysteem voor onderzeeërs, is een korteafstandsraket  voor de nieuwe Type 212A-onderzeeërs van de Duitse en Noorse marine.

## Werking
IDAS is gebaseerd op de IRIS-T-lucht-luchtraket. De raket is bedoeld tegen luchtdoelen zoals helikopters maar kan ook ingezet worden tegen middelgrote schepen. Het is een precisiewapen dat zijn doelwit op een bewust gekozen plek treft. Daardoor volstaat een kleinere springkop en kan nevenschade vermeden worden.
IDAS was het eerste luchtverdedigingswapen voor onderzeeërs. Het was ook de eerste raket die vanuit een container in een torpedobuis gelanceerd kan worden, zonder aparte specifieke lanceerinrichting en zonder capsule om de raket boven water te brengen. In elke container passen vier raketten.
De raket blijft met een glasvezeldraad verbonden met de onderzeeër. De operator krijgt via die draad beelden door van de infrarooddoelzoeker. Hij kan ook het doelwit wijzigen of het trefpunt bijstellen. Het maximumbereik ligt rond de twintig kilometer.

## Ontwikkeling
IDAS wordt ontwikkeld door defensiebedrijven Diehl BGT Defence en Kongsberg Gruppen en scheepsbouwer ThyssenKrupp Marine Systems, die het Type 212A bouwt. Zij zijn verenigd in de joint venture ARGE IDAS. De raketmotor wordt aangeleverd door het Noorse Nammo.
In 2006 werd de eerste testvlucht gemaakt. In 2008 werd de eerste test vanuit een 212A-onderzeeër gedaan. In 2010 werd het IDAS-programma stopgezet. In 2012 besloten de betrokken bedrijven de ontwikkeling zelf te bekostigen en werd het IDAS Consortium opgericht. In 2013 werd ook het Turkse Roketsan betrokken om de springkop te leveren.